# مكتبة مختبر لوس ألاموس الوطنية
مكتبة مختبر لوس ألاموس الوطنية هي مكتبة بحثية في مختبر لوس ألاموس الوطني . تحتوي المكتبة على مجموعة كبيرة من الكتب والمجلات وقواعد البيانات وبراءات الاختراع والتقارير الفنية، كما توفر المكتبة ايضاً خدمات بحثية عن الأدب والتدريب والتوعية.

## نبذة
تحتوي المكتبة على مكون البحث والتطوير (R&D) ، والذي يعمل في مجالات عدة، مثل الأرشيفات المفتوحة وأنظمة التوصية (بما في ذلك التصور) وأنظمة معلومات الاستجابة للطوارئ وأنظمة الإستكشاف . تتمثل مهمة المكتبة المعلنة في تقديم خدمات معرفية فعالة وسريعة الاستجابة، وبذلك يتم ربط الناس بالمعلومات والتكنولوجيا والموارد . تكمن رؤية المكتبة وهدفها الاساسي في خدمة المعرفة الأساسية لعلوم الأمن القومي. 

## المجموعات
تحتوي المكتبة على 150.000 مجلد و 1.5 مليون تقرير غير مصنف تقريباً، وتتضمن على مجموعة متنوعة من الموضوعات الفنية المتعلقة بالعلوم والرياضيات والهندسة. يوجد أيضًا مجموعة مرتبطة عبر الإنترنت من مجلات العلوم الفيزيائية ،كما يتم تخزين أكثر من 30 تيرابايت من البيانات محليًا. بالإضافة إلى خادم يحتوي على ملخصات للأبحاث المقدمة إلى المجلات التي تتم مراجعتها من قبل الزملاء قبل قبولها ونشرها. 
تحتوي مكتبة أبحاث LANL على 10000 مجلة مع 150000 مجلد، بالإضافة إلى 8500 مجلة إلكترونية في مجموعاتها. تحتوي المكتبة على مجموعة كتب تتضمن 100000 عنوان مطبوع و 150.000 مجلد مطبوع، بالإضافة إلى 30.000 عنوان كتاب إلكتروني. توفر المكتبة 35 قاعدة بيانات للتلخيص وفهرسة الاشتراكات، إلى جانب 100 قاعدة بيانات إضافية مفتوحة الوصول. تحتوي قاعدة البيانات المحملة محليًا على أكثر من 93 مليون سجل، بالإضافة إلى 1,327 براءة اختراع خاصة بمكتبة LANL مدرجة بتنسيق PDF. 
تحتوي المجلة على العديد من الموضوعات للمجلات الإلكترونية مثل الزراعة، وعلم الفلك والفيزياء الفلكية، والمعلومات الحيوية، وعلم الوراثة، والكيمياء، وعلوم الحاسب الآلي، والدفاع / الجيش، وعلوم الأرض، والهندسة، والبيئة، والحكومة والقانون، والصحة والسلامة، والعلوم الإنسانية، وعلوم المكتبات، الشؤون الدولية وعلوم المواد والرياضيات والطب وتكنولوجيا النانو والفيزياء والعلوم الاجتماعية. 

## الوصول العام
الوصول العام متاح. يُسمح بالوصول العام للكتب والمجلات وقواعد البيانات الإلكترونية والكتب الإلكترونية للمكتبة، بالإضافة إلى المقالات المتاحة للمختبر. ولكن يتم تطبيق قيود أخرى. 

## روابط خارجية
- جمعية مكتبات الابحاث